# 灯心草科
灯心草科共有8属约400余种，分布在世界各地的温带和寒带的湿地和贫瘠土壤地带，有些品种也曾长在热带的山区。中国只有灯心草属和地杨梅属2属共约80余种，分布在全国各地，南部较少。
本科植物绝大部分为草本，也有灌木（如Prionium属），大部分为多年生，少数为一年生的。有匍匐状根茎和直立的茎；叶扁平或圆柱状，常绿，有时退化为膜质的鞘，在茎上分为三排，但双排草属的叶是两排，地杨梅属的叶有白色的毛；小花两性，绿色或稍白色，花瓣6，2轮，雄蕊6，稀3枚；果实为蒴果，分裂为3果瓣。
其中灯心草（Juncus effusus L.）可编席，髓心入药，在古代可以作为灯心。
1981年的克朗奎斯特分类法单独列出一个灯心草目，包括本科和梭子草科，2003年根据基因亲缘关系分类的APG II 分类法将本科列入禾本目中。

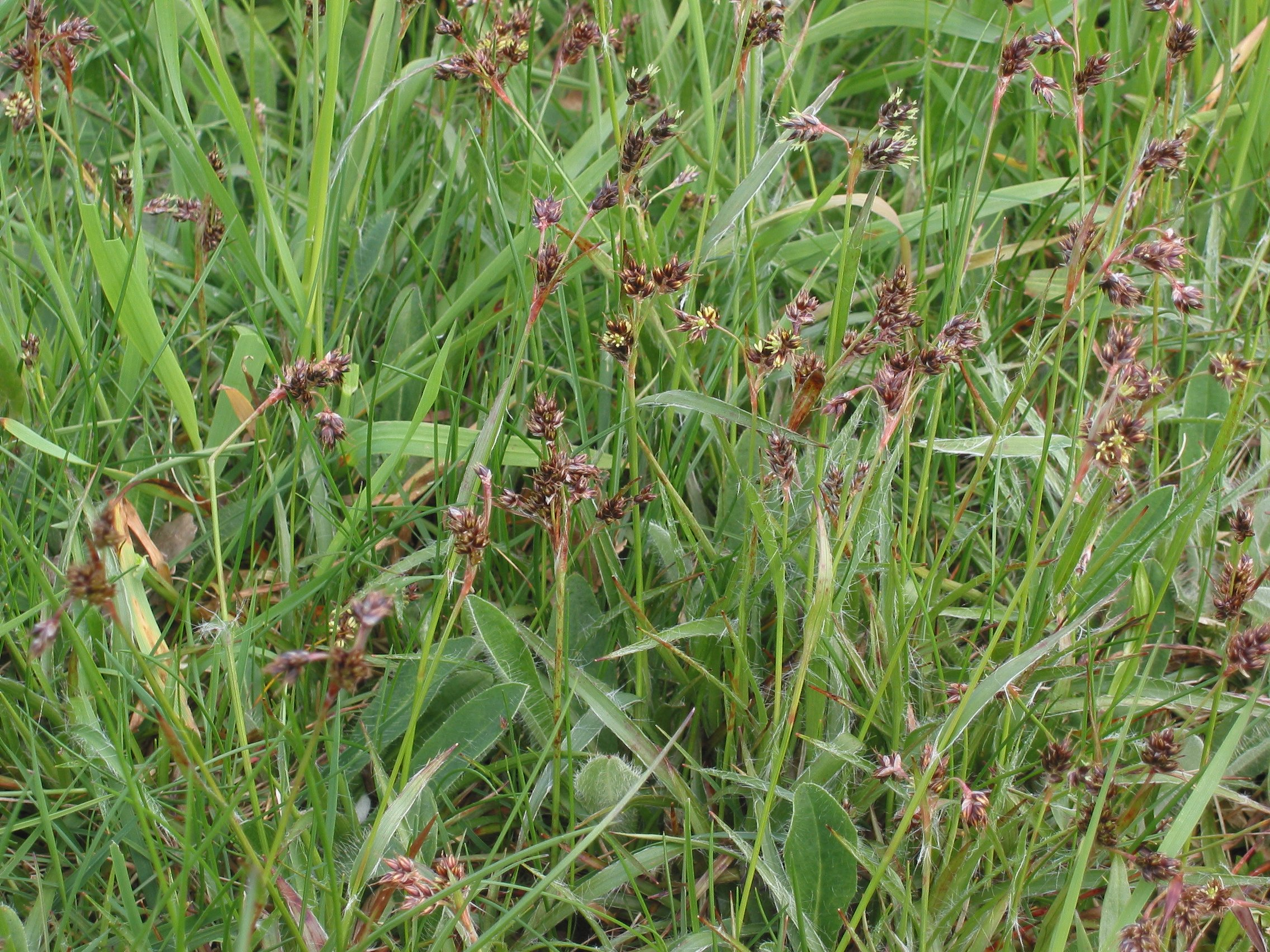
地杨梅（Luzula campestris）